# إيما ليونارد
إيما ليونارد (بالإنجليزية: Emma Leonard)‏ هي ممثلة أسترالية، ولدت في 2 فبراير 1986 في سيدني في أستراليا.

## وصلات خارجية
- إيما ليونارد على موقع IMDb (الإنجليزية)